# ヤリ・マンティラ
ヤリ・マンティラ（Jari Mantila, 1971年7月14日 - ）は、フィンランドのコトカ出身のノルディック複合選手。1998年長野オリンピックの4x5km団体（サンパ・ラユネン、タピオ・ヌルメラ、ハンヌ・マンニネン）で銀メダル、2002年ソルトレークシティオリンピックの4x5km団体（ヤッコ・タルス、サンパ・ラユネン、ハンヌ・マンニネン）では金メダルを獲得した。
ノルディックスキー世界選手権でも4x5km団体で3つ（1997年: 銀、1999年: 金、2001年: 銅）、15km個人で１つ（1995年: 銀）の計4つのメダルを獲得した。
ノルディック複合・ワールドカップでは通算2勝（2位2回、3位5回）、1995/1996シーズン総合3位、1996/1997シーズン総合2位を記録。2001/2002シーズン限りで現役を引退。